# 500 Nations

500 Nations est un film documentaire américain en huit parties totalisant 385 minutes, datant du milieu des années 1990 et narrant l'Histoire des Amérindiens d'Amérique du Nord et d'Amérique centrale. Il s'étend de la période précolombienne jusqu'à la fin du XIXe siècle. L'essentiel de l'information est présentée sous forme de textes, de témoignages oraux, de représentations dessinées et de dessins calculés par ordinateur. La série est présentée par Kevin Costner et réalisée par Jack Leustig. Les acteurs Tom Jackson, Wes Studi, Floyd « Red Crow » Westerman, Eric Schweig, Michael Horse, Gordon Tootoosis, Graham Greene (acteur) et Tantoo Cardinal prêtent leur voix à la narration. 
Un livre homonyme de 468 pages est sorti en 1994 ; bien que se basant sur le documentaire, son contenu est plus détaillé.
Le documentaire a été réédité en DVD en 2008 et 2009.